# Bandera de Bellmunt d'Urgell
La bandera oficial de Bellmunt d'Urgell té la següent descripció:
Bandera apaïsada de proporcions dos d'alt per tres de llarg, vermella, amb un triangle negre al llarg de la vora inferior, amb un angle a la vora de l'asta, un altre a la vora del vol i el vèrtex al centre del drap, i amb la puput groga de l'escut, d'alçària 2/3 de la del drap i llargària 5/12 de la del mateix drap, sobreposada al centre.

## Història
Va ser aprovada el 9 d'agost de 2012 i publicada al DOGC el 12 de setembre del mateix any amb el número 6211.